# Paul Meister
Paul Meister, né le 20 janvier 1926 à Bâle et mort le 17 décembre 2018, est un escrimeur suisse.

## Carrière
Paul Meister participe aux Jeux olympiques d'été de 1952 et  remporte la médaille de bronze dans l'épreuve de l'épée par équipe.